# Jason Cropper
Jason Cropper (Oakland, Califòrnia, 27 de juny de 1971) és un músic estatunidenc, conegut per haver format part de la banda de música rock Weezer.

## Biografia
Estigué casat amb Amy Wellner Cropper i tingueren tres fills: Kiefer Rain Cropper (1994), Jake Hudson Cropper (1999) i Devon Jade Cropper (2001). La parella es divorcià l'any 2005.

## Carrera musical
Cropper va començar a tocar la guitarra amb 16 anys atret per la música de The Who i Jimi Hendrix. Els seus gustos musicals seguien els estils de psicodèlia, grunge i punk. Durant aquests anys va formar part de diverses bandes musicals sense cap repercussió.

### Weezer
Junt a diversos músics que va anar coneixent en diverses bandes van formar Weezer a principis de 1992 i Cropper en fou el guitarrista original. Van enregistrar tres demos i van aconseguir atraure l'atenció del segell Geffen Records. Durant el procés d'enregistrament del seu primer àlbum d'estudi The Blue Album (1993), Cropper va decidir abandonar la banda sense explicar mai públicament les raons que el van portar a prendre aquesta decisió. Malgrat que moltes cançons ja estaven enregistrades amb ell tocant la guitarra i realitzant les veus addicionals, Rivers Cuomo i el nou substitut Brian Bell es van repartir les seves funcions. Cropper continua sent bon amic dels seus ex-companys i fins i tot va assistir al casament de Cuomo l'any 2006.

### Altres projectes
Després de deixar Weezer, junt a la seva dona Amy Wellner Cropper van crear la banda "Chopper One". Després s'hi va unir el bateria Tyrone Rio i van llançar el seu primer senzill "Free Lunch" (1995) seguit el primer àlbum Now Playing (1997).
L'any 1996 va tocar la guitarra a l'àlbum Uncle Bob del supergrup 22 Jacks, que incloïa membres de les bandes Wax, The Breeders, The Adolescents i Royal Crown Revue. També va cantar el tema principal de la sitcom Andy Richter Controls the Universe (2002-2003).
A partir de 2006 va tornar a donar senyals de vida en el món musical, va compondre i penjar algunes cançons en la seva pàgina de MySpace i va començar a produir i enregistrar bandes musicals. Entre les bandes que ha produït destaquen el segon i tercer àlbum d'estudi de Buffalo Alice.